# Jaromír Hřímalý
Jaromír Hřímalý křtěný Jaromír Václav Bohumil (23. září 1845 Plzeň – 25. června 1905 Helsinky, Finské velkoknížectví), byl český violoncellista.

## Život
Narodil se v Plzni do rodiny varhaníka a hudebního skladatele Vojtěcha Hřímalého. V letech 1858-1864 studoval hru na violoncello na konzervatoři v Praze u Julia Goltermanna, Mořice Wagnera a Josefa Schmidta. Od roku 1871 působil v orchestru Prozatímního divadla. V roce 1872 se stal koncertním mistrem opery v Helsinkách. Jaromír Hřímalý vystupoval také jako sólista a v kvartetu. Během prázdnin koncertoval v Čechách s Kvartetem bratří Hřímalých. Vzhledem ke stále se zhoršujícímu zdravotnímu stavu byl nucen se vzdát umělecké dráhy. Zůstal ve Finsku a věnoval se zemědělství. Zemřel v Helsinkách 25. června roku 1905.